# Eduard Bally

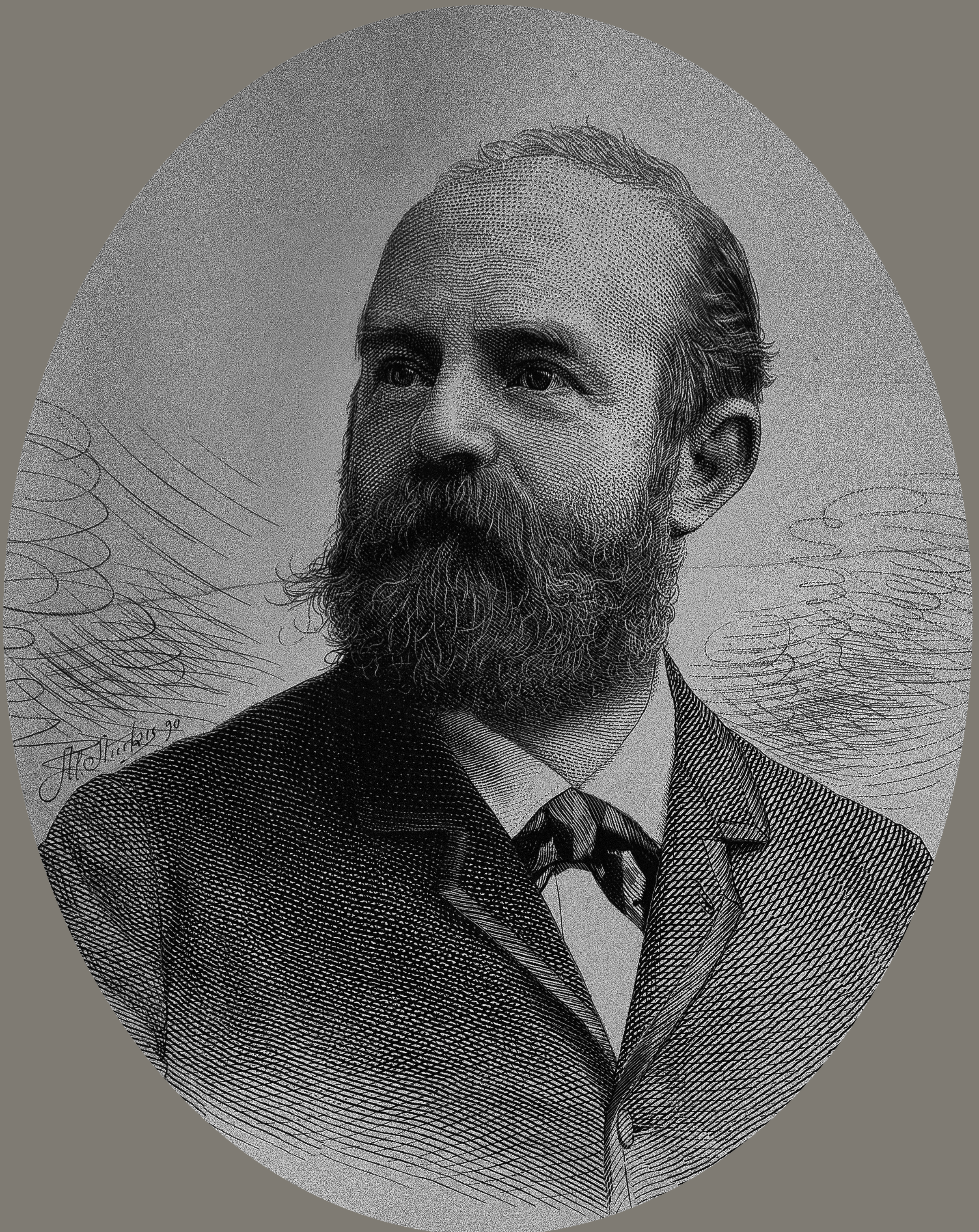
Eduard Bally-Prior

Peter Eduard Bally (* 11. August 1847 in Schönenwerd; † 24. Juli 1926 ebenda) war ein Schweizer Industrieller und Politiker (FDP).

## Leben

### Familie
Eduard Bally entstammte der Industriellenfamilie Bally und war der Sohn des Industriepioniers Carl Franz Bally und dessen Ehefrau Cäcilie (geb. Rychner); sein Bruder war der spätere Unternehmer und Politiker Arthur Bally.
Sein Großvater war der Unternehmer Peter Bally.
1874 heiratete er Marie († 19. Mai 1923), die Tochter des Pastors Johann Friedrich Karl Prior aus Meppen in Deutschland; gemeinsam hatten sie mehrere Kinder, zu diesen zählte der spätere Industrielle Iwan Bally.

### Werdegang
Eduard Bally besuchte die Kantonsschule Aarau (heute Alte Kantonsschule Aarau) und erhielt eine technische Ausbildung im väterlichen Betrieb in Schönenwerd.
Nach einer kaufmännischen Lehre in einem Bankhaus in Genf, hielt er sich zwecks Studiums der dortigen Schuhindustrie von 1869 bis 1870 in England, Ägypten und den USA sowie nochmals 1872, und 1876 zur Weltausstellung in Philadelphia, in den USA auf; 1920 war er zusammen mit Franz Josef Müller (1868–1944) zum Studium der Geflügelhaltung in den USA.
Nach seinem Eintritt in die väterliche Firma Bally & Co. übernahm er diese 1892, gemeinsam mit seinem Bruder Arthur, als C. F. Bally Söhne, das sie nach amerikanischem Vorbild zum internationalen Konzern ausbauten; 1907 wandelten sie das Unternehmen in die C. F. Bally AG um, die 1921 eine Holdingstruktur mit Hauptsitz in Zürich erhielt. Er leitete das Stammhaus als persönlicher Leiter patriarchalen Stils, bis er 1924 zurücktrat.
Nachdem der Umsatz nach 1900 eine rückläufige Tendenz in England aufgewiesen hatte, entschloss Eduard Bally sich, auch in die Märkte der Länder des europäischen Kontinents zu gehen; er erschloss anfangs Frankreich, Deutschland, Österreich und Italien, dem später Belgien, Holland und Skandinavien folgten. Weil in den einzelnen Ländern Rücksicht auf die Modeströmungen genommen werden musste, aber auch, weil die europäischen Staaten Schutzzölle verlangten, liess er in den Nachbarländern Frankreich, England und Österreich, aber auch weiter entfernt liegenden Ländern, Tochterfabriken errichten, denen später noch Fabriken in Südafrika und den USA folgten.

### Politisches und gesellschaftliches Wirken
Eduard Bally engagierte sich sowohl politisch als auch sozial und förderte unter anderem das Schulwesen in seiner Heimatgemeinde, der auch Präsident der Schulkommission und der Bezirksschulpflege war. 1900 rief er eine freiwillige Arbeiter-Altersfürsorge und 1906 eine Arbeitervertretung ins Leben. Für seine Arbeiterschaft liess er 1920 ein Ferienheim in Brunnen am Vierwaldstättersee errichten. Er führte die Politik seines Vaters fort, den Betriebsangehörigen zu Haus- und Grundeigentum und durch weitere großzügige Maßnahmen, unter anderem Pflügen und Düngung auf Werkskosten, Anleitung, Vorträge, Wettbewerbe, Ausstellungen, Vieh- und Saatgutvermittlung sowie Förderung der Kleintierzucht, den Übergang von einer proletarischen zu einer halbbäuerlichen Existenz zu ermöglichen. 1915 liess er den Neubau einer Kantine errichten; das Haus wird heute als BallyHouse für verschiedene Veranstaltungen genutzt.
Nach einem Arbeiterstreik 1907 in seinem Unternehmen wurde die zuvor gegründete Arbeitervertretung jedoch wieder aufgelöst und eine neue Arbeitervertretung, unter dem Vorsitz seines Sohnes, Iwan Bally, gegründet, die die Direktion als Führungsinstrument nutzte.
Er brachte 1877 eine Motion zum Patentschutz in den Gebieten der Industrie und der Landwirtschaft ein, die später zur Gründung des Eidgenössischen Amtes für geistiges Eigentum (heute Eidgenössisches Institut für Geistiges Eigentum) führte.
1899 errichtete er gemeinsam mit seinem Bruder, ein Legat zugunsten einer Heilstätte für Lungenkranke in Höhe von 10.000 Schweizer Franken, die zum Bau eines Sanatoriums im Kanton Solothurn verwendet werden sollte. 1910 wurde darauf von der Schweizerischen Gemeinnützigen Gesellschaft die solothurnische Heilstätte für Lungenkranke auf dem Allerheiligenberg (heute Höhenklinik Allerheiligenberg) errichtet.
1912 war er Mitglied in der Verwaltungskommission der neu gegründeten Carnegie-Stiftung.
Er war von 1889 bis 1922 Vorstandspräsident des von ihm erneut gegründeten solothurnischen Handels- und Industrievereins und von 1907 bis zu seinem Tod war er Mitglied der Handelskammer, die er begründet hatte und zu deren Ehrenmitglied er ernannt worden war.
Von 1893 bis 1926 war er Mitglied des Verwaltungsrats des Elektrizitätswerks Olten-Aarburg (heute Aare Energie AG).
Er war Vorstandsmitglied von 1908 bis 1920 des Zentralverbands Schweizerischer Arbeitgeber-Organisationen (heute Schweizerischer Arbeitgeberverband) und von 1909 bis 1919 des Verbands schweizerischer Schuhindustrieller.
Ab 1913 war er Bankrat der Kantonalbank, bis er 1924 von seinem Amt zurücktrat.
Er war vom 1. Dezember 1902 bis zum 2. Dezember 1917 Solothurner Nationalrat und führte mit Eduard Sulzer die Interessengruppe der Industriellen an.
Als Nationalrat stimmte er unter anderem 1913 dem Gotthardvertrag zu, der den alpenquerenden Eisenbahnverkehr mit Deutschland und Italien regelte.

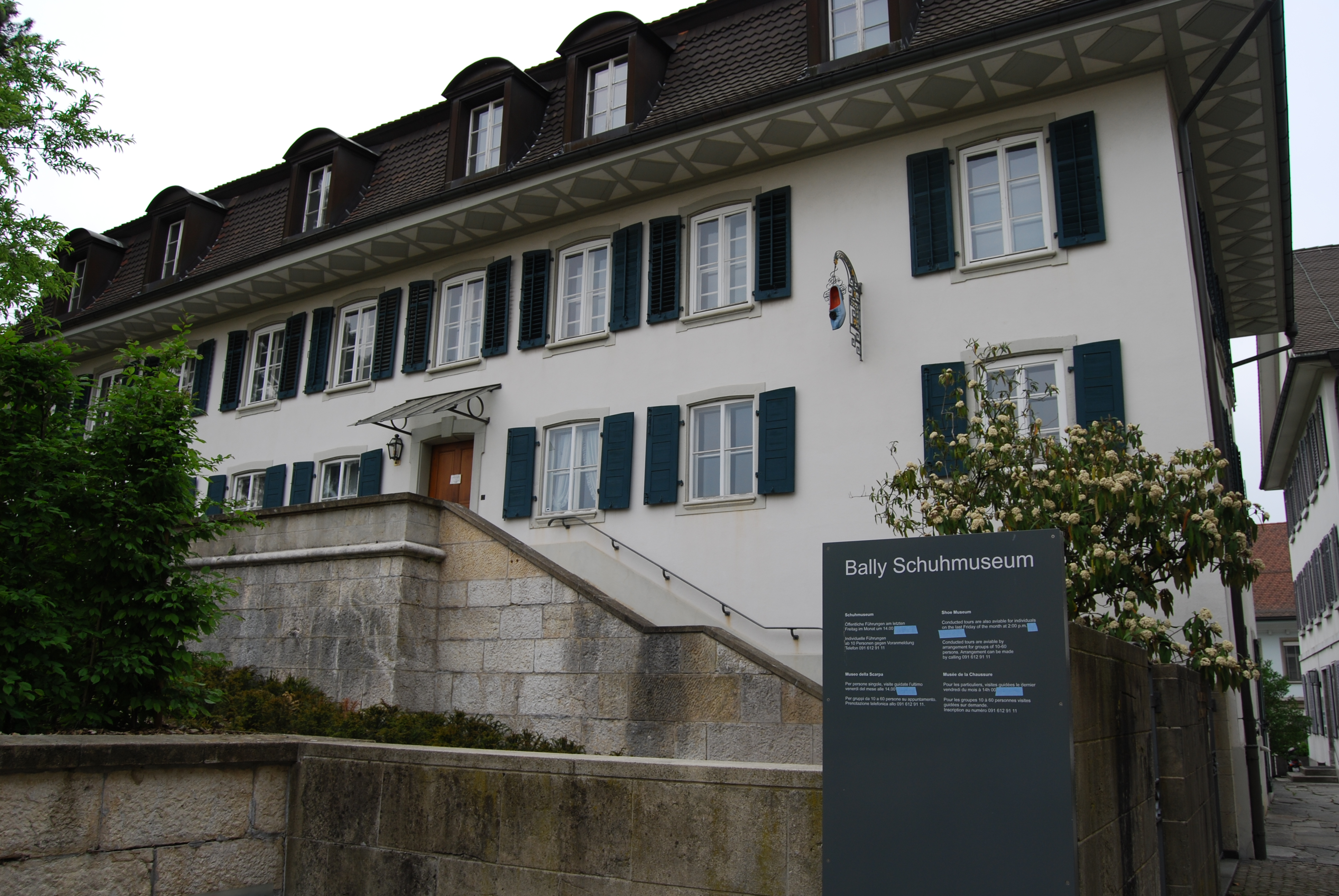
Bally-Schuhmuseum

Er gründete 1899 die evangelisch-reformierte Kirchgemeinde Schönenwerd und eröffnete 1910, als Sammler naturkundlicher Raritäten, Mineralien und Meteoriten, die mineralogische Sammlung im Museum Bally-Prior in Schönenwerd, das er 1926, nach einer Bauerweiterung, kurz vor seinem Tod neu eröffnete; nach Schließung des Museums befindet sich dort seit 2004 das Zündholzmuseum. Im Museum wurden auch noch völkerkundliche Gegenstände, unter anderem ein Indianerkostüm, ausgestellt. Seine Mineralien und Meteoriten stellte er unter anderem auch dem Geologen Louis Rollier zur Verfügung. Das Bally-Schuhmuseum ging ebenfalls auf seine Initiative zurück.
Zwischen 1903 und 1912 liess er auf seine Kosten sechs grössere archäologische Grabungen im Solothurner Niederamt durchführen.
Eudard Bally verfasste die 1925 veröffentlichte zweibändige Geschichte der C. F. Bally AG.
Nach seinem Tod vermachte er verschiedenen gemeinnützigen, wissenschaftlichen und künstlerischen Institutionen und Organisationen über 500.000 Schweizer Franken; zuvor hatte er bereits, anlässlich des Todes seiner Mutter, öffentliche Anstalten mit Spenden bedacht.

## Trivia
Eduard Bally wird, neben seinem Vater und Sohn, als einer von drei Patriarchen im 1988 produzierten Film Der Schuh des Patriarchen von Bruno Moll dargestellt, der auf insgesamt 6.000 Tagebuchseiten basiert.

## Mitgliedschaften
1895 wurde Eduard Bally in die Kommission des Vereins für eine deutsch-schweizerische Arbeiterkolonie gewählt.
Er war Ehrenmitglied der Aargauischen Naturforschenden Gesellschaft sowie des Naturhistorischen Museums in Olten.

## Schriften (Auswahl)
- Ein freies Wort über die Weltausstellung in Philadelphia und die industriellen Verhältnisse in den Vereinigten Staaten von Nordamerika. Aarau, 1876 (Digitalisat).
- Rudolf Hofmann; Wilhelm Demenga; Eudard Bally: Die Schuhmacherei der Schweiz: Fach bericht erstattet im Auftrage des hohen Eidgenössischen Departements für Handel und Landwirthschaft bei Anlass der schweizerischen Landes-Ausstellung in Zürich 1883. Aarau: Stierli, 1883.
- Patent und Musterschutz in der Schweiz. Solothurn, 1886.
- Ein wichtiges Wort über unsere industriellen Verhältnisse. Aarau 1896.[38]
- Die Schönenwerder Schuhindustrie. 1911.[39]
- Geschichte der C. F. Bally AG. Schönenwerd, 1925.